# Оксетан
Оксетан (1,3-пропиленоксид, триметиленоксид, 1-оксациклобутан) — четырёхчленный кислородсодержащий насыщенный гетероцикл, содержащий один атом кислорода. Бесцветная жидкость, хорошо растворимая в воде, этаноле, диэтиловом эфире и полярных органических растворителях.

## Реакционная способность
Оксетан является циклическим простым эфиром и обладает сходной реакционной способностью. Молекула оксетана плоская, электронная плотность на атоме кислорода выше, а на α-атомах углерода ниже, чем у ненапряжённых простых эфиров.
Вместе с тем, за счёт напряжённости четырехчленного цикла и повышенной, по сравнению с ненапряженными простыми эфирами, электрофильности α-углеродных атомов и нуклеофильности кислорода, для оксетана и его гомологов характерны реакции раскрытия цикла:
(CH2)3O + RNH2 {\displaystyle \to } RNH(CH2)3OH
(CH2)3O + RMgX {\displaystyle \to } R(CH2)3OH
(CH2)3O + HCl {\displaystyle \to } Cl(CH2)3OH
В присутствии кислот Льюиса в неполярных растворителях оксетан полимеризуется:
n(CH2)3O {\displaystyle \to } (CH2CH2CH2O)n

## Синтез
Оксетаны получают действием щелочей на 3-галоген-1-пропанолы (или их сложные эфиры), при этом происходит внутримолекулярное алкилирование с замыканием оксетанового цикла. Так, незамещённый оксетан может быть синтезирован циклизацией 3-хлорпропилацетата под действием гидроксида калия при 150 °C, выход при этом составляет ~40 %:
ClCH2CH2CH2OCOCH3 + 2KOH {\displaystyle \to } (CH2)3O + CH3COOK + KCl + H2O
Другим методом синтеза оксетанов является фотохимическое 1,2-присоединение карбонильных соединений к алкенам (реакция Патерно-Бюхи):
В качестве карбонильного компонента в таком циклоприсоединении могут участвовать алифатические и ароматические альдегиды и кетоны, хиноны, и т. п., в качестве алкенового — ациклические и циклические олефины, некоторые гетероциклы (например, фуран) и кетенимины; при использовании несимметрично замещённых алкенов образуются смеси изомерных оксетанов.